# Porto de Ovelha
Porto de Ovelha é uma povoação portuguesa do Município de Almeida que foi sede da extinta Freguesia de Porto de Ovelha, freguesia que tinha 14,99 km² de área e 42 habitantes (2018), e, por isso, uma densidade populacional de 2,8 hab/km². 
A Freguesia de Porto de Ovelha foi extinta em 2013, no âmbito de uma reforma administrativa nacional, tendo sido agregada à freguesia de Miuzela, para formar uma nova freguesia denominada União das Freguesias de Miuzela e Porto de Ovelha com sede em Miuzela.
Porto de Ovelha e Jardo eram as duas únicas povoações da freguesia.

## População
★ Nos anos de 1864 a 1890 pertencia ao concelho de Sabugal. Passou para o atual concelho (município na designação atual) por decreto de 12/07/1895
| Totais e grupos etários | Totais e grupos etários | Totais e grupos etários | Totais e grupos etários | Totais e grupos etários | Totais e grupos etários | Totais e grupos etários | Totais e grupos etários | Totais e grupos etários | Totais e grupos etários | Totais e grupos etários | Totais e grupos etários | Totais e grupos etários | Totais e grupos etários | Totais e grupos etários | Totais e grupos etários |
| ----------------------- | ----------------------- | ----------------------- | ----------------------- | ----------------------- | ----------------------- | ----------------------- | ----------------------- | ----------------------- | ----------------------- | ----------------------- | ----------------------- | ----------------------- | ----------------------- | ----------------------- | ----------------------- |
|                         | 1864                    | 1878                    | 1890                    | 1900                    | 1911                    | 1920                    | 1930                    | 1940                    | 1950                    | 1960                    | 1970                    | 1981                    | 1991                    | 2001                    | 2011                    |
|                         | 379                     | 418                     | 514                     | 508                     | 510                     | 491                     | 514                     | 538                     | 510                     | 520                     | 236                     | 166                     | 123                     | 83                      | 47                      |
| i)                      |                         |                         |                         |                         |                         |                         |                         |                         |                         |                         |                         |                         |                         | 1                       | 0                       |
| ii)                     |                         |                         |                         |                         |                         |                         |                         |                         |                         |                         |                         |                         |                         | 2                       | 1                       |
| iii)                    |                         |                         |                         |                         |                         |                         |                         |                         |                         |                         |                         |                         |                         | 28                      | 14                      |
| iv)                     |                         |                         |                         |                         |                         |                         |                         |                         |                         |                         |                         |                         |                         | 52                      | 32                      |

```
i)
 0 aos 14 anos;
 ii)
 15 aos 24 anos; 
iii)
 25 aos 64 anos; 
iv)
 65 e mais anos	
```

## Património
- Edificado:
  - Fonte de Mergulho - século XVIII (1796);

- Religioso:
  - Igreja Matriz - século XVIII (características tardo-barrocas);
  - Capela de Santo Amaro no lugar do Jardo - século XIX;
  - Capela de Santa Marinha - século XVIII;

- Arqueológico e Etnográfico:
  - Forno Comunitário de Porto Ovelha - século XVIII (1796);
  - Forno Comunitário do Jardo - século XVIII/XIX
  - Sepultura Antropomórfica no sítio do Penedo da Saudade - Medieval;
  - Pontão sobre o Rio Côa - século XIX

- Natural e Lazer:
  - Freixo centenário no Largo da Igreja;
  - Miradouro do Penedo da Saudade;
  - Parque de Merendas no Rio Côa